# Slovesný rod
Slovesný rod (lat. genus verbi) neboli diateze[ujasnit] je mluvnická kategorie sloves. Slovesný rod je v různých jazycích obvykle dvojí, a to činný (aktivum) a trpný (pasivum). Zatímco aktivum vyjadřuje děj, který podmět aktivně vykonává, pasivum vyjadřuje děj, kterým podmět trpí (tj. který je vykonáván „na podmětu“). Např.:
- Pomlouvám. – aktivum, podmět (já) je původcem děje.
- Jsem pomlouván. – pasivum, podmět (já) je trpitelem děje.

V aktivu se tedy shoduje sémantická role agenta a syntaktická forma subjektu. V pasivu tato shoda neexistuje.
Z aktiva do pasiva lze převádět pouze přechodná slovesa (či tranzitivní, tj. slovesa, která mají předmět v bezpředložkovém akuzativu). Při převodu do pasiva je činitel děje potlačen, tj. pozbývá funkce agenta – tento proces je označován jako deagentizace. Podmět (původní) aktivní věty může být v takovém případě vyjádřen příslovečným určením. Např.: Petr mne pomlouvá. x (Já) jsem pomlouván (Petrem). O tom, kdo bude podmětem věty, tedy rozhoduje do jisté míry mluvčí podle toho, co chce ve výpovědi zdůraznit, tento jev je součástí hierarchizace obsahu výpovědi.
V některých indoevropských jazycích (např. v klasické řečtině) existuje ještě třetí rod, tzv. medium, tj. případ, kdy podmět koná děj na sobě nebo ve svůj prospěch. V češtině této kategorii přibližně odpovídá zvratné sloveso.